# سینه‌موبیل

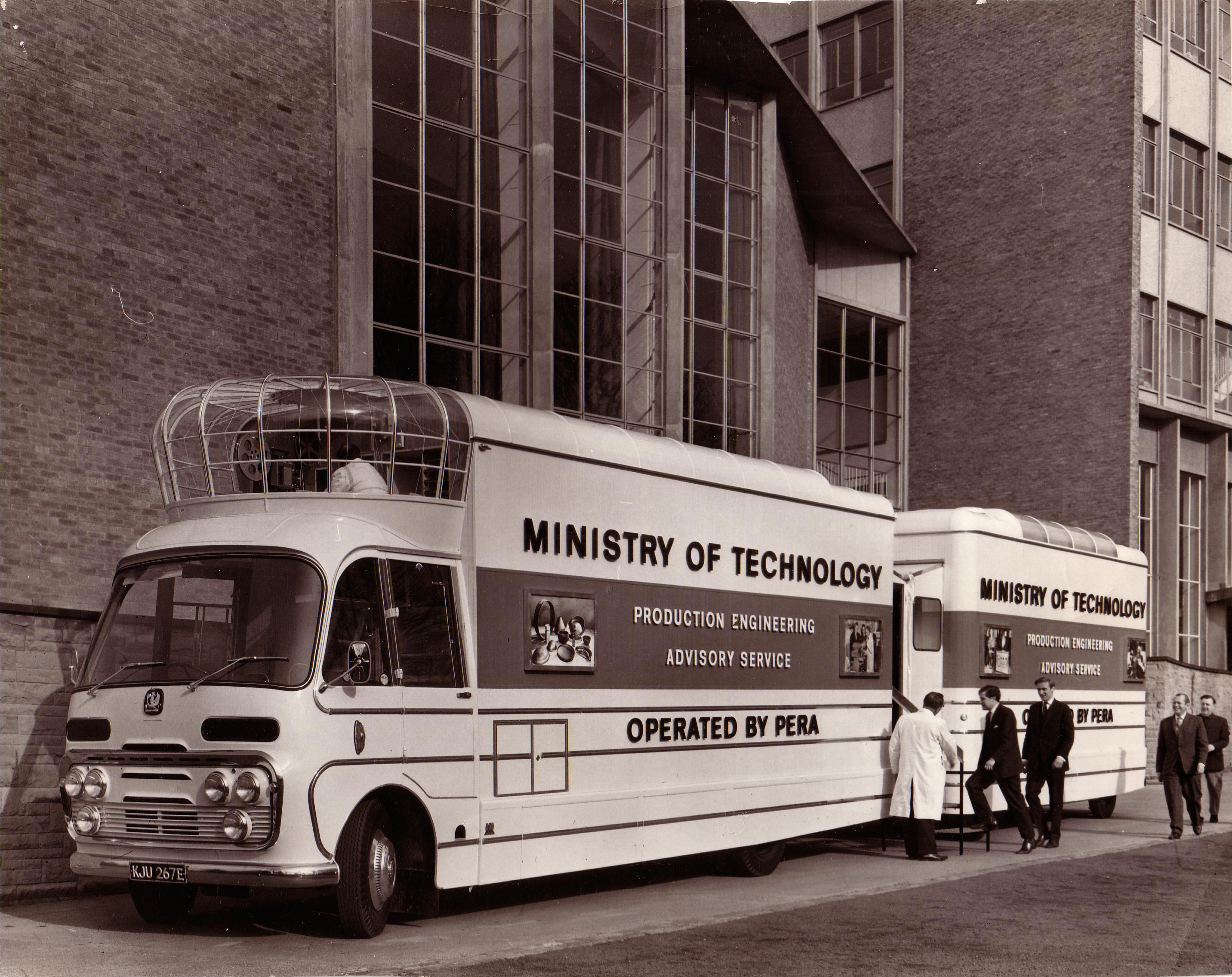
نوعی سینه‌موبیل متعلق به وزارت تکنولوژی بریتانیا

سینِه‌موبیل یا فیلم‌خودرو (به فرانسوی: Cinémobile) یک ماشین بزرگ شبیه اتاق فیلم برداری  برای  اینکه در باد و باران و آفتاب بشود بدون دردسر از پروژه یا صحنه های فیلم تصویر گرفت. داخل آن با سبک و شیوه خاصی قفسه‌بندی شده تا گروه فیلم‌برداری وسایل و تجهیزات را داخل آن بگذارند و خارج از استودیو فیلم‌برداری کنند. این ماشین ها دارای اتاق تعویض لباس و گریم نیز هستند.
سینِه‌موبیل در سال ۱۹۶۷ به بازار آمد و از آن پس کاربرد فراوانی در تولید فیلم و برنامه‌های تلویزیونی داشته است.

این اصطلاح در فارسی به اشتباه استفاده می شود.  سینه موبیل به معنای سینمای سیار است. برای ماشینی که وظیفه حمل و نقل تجهیزات فیلمبرداری را بر عهده دارد، از اصطلاح دیگری با عنوان Grip truck استفاده می شود.